# Schoenionta ichneumonoides
Schoenionta ichneumonoides är en skalbaggsart som beskrevs av Stephan von Breuning 1954. Schoenionta ichneumonoides ingår i släktet Schoenionta och familjen långhorningar.
Artens utbredningsområde är Myanmar. Inga underarter finns listade i Catalogue of Life.